# マカオ地球物理気象局
マカオ地球物理気象局 (マカオちきゅうぶつりきしょうきょく、簡体字: 地球物理气象局; 繁体字: 地球物理氣象局; 拼音: Dìqiú Wùlǐ Qìxiàng Jú; ポルトガル語: Direcção dos Serviços Meteorológicos e Geofisicos) は、マカオ政府の一部門である。マカオを対象地域とする天気予報の発表や気象に関連する警報・注意報の発令を行うほか、一般市民および船舶・航空業従事者向けに、地球物理に関するサービスを提供する。

## 概要
マカオ地球物理気象局は、ポルトガル海軍から役割を移譲され、1952年に政府機関として設立された。マカオにおける気象データの記録は1861年より開始されている。

## 任務
- 気象の監視
- 地象の監視
- 気候及び大気環境
- 気象及び地球物理に係る電気通信及び情報処理

## 台風の階級
マカオ地球物理気象局が風速に応じて定める、台風の階級は以下の通り。
| 階級               | 風速                         |
| ------------------ | ---------------------------- |
| スーパー台風       | 100 knot (185 km/h) 以上     |
| 強い台風           | 81〜99 knot (150 - 184 km/h) |
| 台風               | 64〜80 knot (118 - 149 km/h) |
| 激しい熱帯性暴風雨 | 48〜63 knot (88 - 117 km/h)  |
| 熱帯性暴風雨       | 34〜47 knot (63 - 87 km/h)   |
| 熱帯低気圧         | 22〜33 knot (41 - 62 km/h)   |